# Lamprolia victoriae
El cola de seda de Taveuni (Lamprolia victoriae) es una especie de ave paseriforme de la familia Rhipiduridae endémica de la isla de Taveuni, en Fiyi. Anteriormente se consideraba la única especie del género Lamprolia, hasta que se escindió su antigua subespecie L. v. klinesmithi, en una especie separada, el cola de seda de Natewa.
El nombre científico de la especie, victoriae, conmemora a Victoria, la hija mayor de la reina Victoria del Reino Unido, que entonces era la esposa del príncipe heredero de Alemania.

## Descripción
Los cola de seda de Taveuni son pájaros pequeños y negros con una mancha clara en la espalda, que miden unos 12 cm y pesan entre 16 y 21 g. Son rechonchos, con alas largas y redondeadas, y cola corta y redondeada. El plumaje de los machos es negro aterciopelado con brillo iridiscente metálico en el píleo y el pecho, y una mancha blanca en el obispillo que se extiende por la mayor parte de la cola. Los bordes de la cola son negros, y a veces la punta tiene la misma iridiscencia que las demás partes del cuerpo. La hembra es similar al macho, salvo que es menos brillante, y los inmaduros son de coloración más apagada que los adultos y pueden tener la mancha del obispillo anteada. El iris de la especie es oscuro, y las patas y el pico es negruzco. Su pico es robusto y con la punta ligeramente curvado hacia abajo. Sus patas son largas y sus dedos fuertes. El cola de seda de Taveuni es más grande y tiene un plumaje menos iridiscente que el cola de seda de Natewa.

## Distribución y hábitat
El cola de seda de Taveuni es endémico de los bosques de la isla de Taveuni, en Fiyi. Se encuentra en los bosques húmedos tropicales maduros, además de los fragmentos de bosque diseminados, y hábitats modificados por los humanos como los bosques talados y las plantaciones cerca de los fragmentos de bosque natural.

## Estado de conservación
El cola de seda de Taveuni tiene un área de distribución muy restringida, en los bosques de una sola isla. La tala generalizada de los boques, en especial para plantaciones de caoba, condujo a clasificarlo como especie vulnerable en 1994. Aunque está sufriendo pérdida de hábitat, todavía no está gravemente fragmentado, por lo que en 2006 su clasificación se cambió a especie casi amenazada. El cola de seda se encuentra en la reserva natural Ravilevu y el parque nacional Bouma.